# Подгородное (Крым)
Подгоро́дное (до 1945 года Эски́-Юрт; укр. Підгородне, крымскотат. Eski Yurt, Эски Юрт) — упразднённое село в Бахчисарайском районе Крыма (согласно административно-территориальному делению Украины — Автономной Республики Крым), включённое в период с 1968 по 1977 годы в состав Бахчисарая, ныне район в западной части города (вокруг ул. Подгородная). Также древнейшее крымскотатарское поселение на территории Бахчисарая.

## История
Впервые, как поселение, в доступных источниках встречается в Камеральном Описании Крыма 1784 года, согласно которому деревня Эски Юрт, в последний период существования Крымского ханства, административно относилась к Бахчисарайскому кадылыку Бахчисарайского каймаканства. После присоединения Крыма к России (8) 19 апреля 1783 года, (8) 19 февраля 1784 года, именным указом Екатерины II сенату, на территории бывшего Крымского Ханства была образована Таврическая область и деревня была приписана к Симферопольскому уезду. После Павловских реформ, с 12 декабря 1796 года по 1802 год, входил в Акмечетский уезд Новороссийской губернии. По новому административному делению, после создания 8 (20) октября 1802 года Таврической губернии территориально находилась в Актачинской волости Симферопольского уезда. Но, видимо, вследствие эмиграции крымских татар в Турцию, последовавшую вслед за присоединением Крыма к России 8 февраля 1784 года, деревня опустела и в Ведомости о всех селениях в Симферопольском уезде состоящих с показанием в которой волости сколько числом дворов и душ… от 9 октября 1805 года не записана, а на военно-топографической карте генерал-майора Мухина 1817 года Ескиюрт обозначен пустующим. Когда была вновь заселена деревня, из доступных источников не ясно — уже на карте 1836 года в деревне Искиюрт обозначено 45 дворов, как и на карте 1842 года.

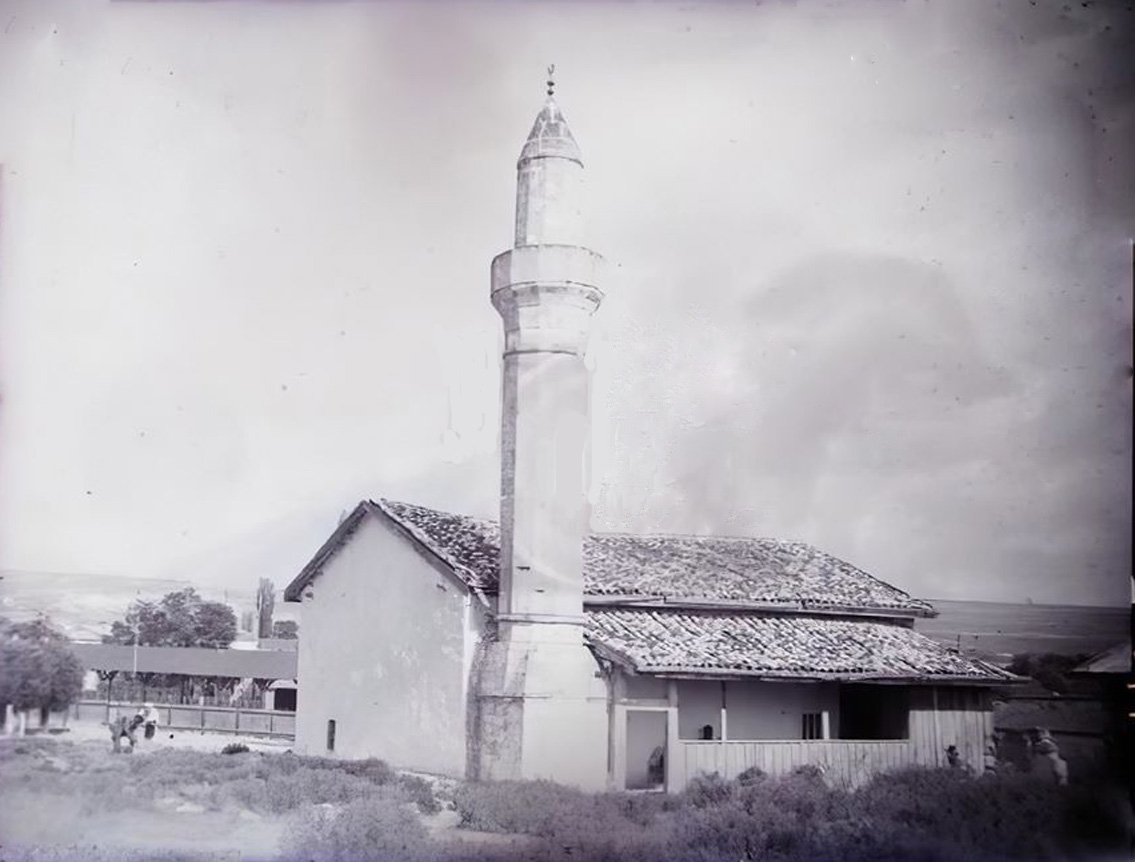
Мечеть Эски-Юрт, около 1920 г.

Судя по «Списку населённых мест Таврической губернии по сведениям 1864 года», Эски-Юрт, 21 двором и 161 жителем, считался предместьем Бахчисарая и, в дальнейшем, отдельно в учётных материалах ревизий и переписей XIX — начала XX века не фигурировал. При этом на топографических картах селение регулярно отмечалось со всей атрибуцией: на трёхверстовой карте Шуберта 1865—1876 года в деревне обозначено 50 дворов, на верстовой карте 1890 года в предместье Эски-Юрт обозначено 56 дворов с татарским населением. Обозначено поселение и на карте Крымского статистического управления 1922 года, но в Списке населённых пунктов Крымской АССР по Всесоюзной переписи 17 декабря 1926 года, среди населённых пунктов Бахчисарайского района оно не числится. Эски-Юрт не обозначен на километровой карте Генштаба Красной армии 1941 года и на двухкилометровке РККА 1942 года, при этом но 1940 год уже существовал Эски-Юртский сельсовет.
В 1944 году, после освобождения Крыма от фашистов, согласно Постановлению ГКО № 5859 от 11 мая 1944 года, 18 мая крымские татары были депортированы в Среднюю Азию. 12 августа 1944 года было принято постановление № ГОКО-6372с «О переселении колхозников в районы Крыма» по которому в район планировалось переселить 6000 колхозников и в сентябре 1944 года в район приехали первые новосёлы (2146 семей) из Орловской и Брянской областей РСФСР, а в начале 1950-х годов последовала вторая волна переселенцев из различных областей Украины. Указомказу Президиума Верховного Совета РСФСР 21 августа 1945 года Эски-Юрт был переименован в Подгородное, а Эски-Юртский сельсовет — в Подгородненский. С 25 июня 1946 года Подгородное в составе Крымской области РСФСР, а 26 апреля 1954 года Крымская область была передана из состава РСФСР в состав УССР. В период с 1968 по 1977 год Подгородное включено в состав Бахчисарая, а сельсовет ликвидирован.